# Charles Herschel Sisam
Charles Herschel Sisam (Cedar Rapids, Iowa, 8 de setembro de 1879 – 4 de dezembro de 1964) foi um matemático estadunidense.
Obteve o bacharelado em 1902 na Universidade de Michigan, e um mestrado em 1903 e um doutorado em 1906 na Universidade Cornell, orientado por Virgil Snyder. Enquanto trabalhando em seu doutorado Sisam foi instrutor de matemática de 1904 a 1906 na Academia Naval dos Estados Unidos. Foi instrutor em 1906–1907, pesquisador associado em 1907–1909 e professor associado em 1909–1918 na Universidade de Illinois. De 1918 a 1948 foi full professor no Colorado College. Pesquisou sobre superfícies algébricas e foi palestrante convidado do Congresso Internacional de Matemáticos em Bolonha (1928: On ruled three-dimensional varieties of order five).

## Publicações selecionadas

### Artigos
- «On self-dual scrolls». Bulletin of the American Mathematical Society. 10 (9): 440–441. 1904. MR 1558144. doi:10.1090/s0002-9904-1904-01140-4
- «On Some Loci Associated with Plane Curves». American Journal of Mathematics. 31 (3): 253–262. 1909. doi:10.2307/2369930
- «On Sextic Surfaces Having a Nodal Curve of Order 8». American Journal of Mathematics. 38 (4): 373-386. 1916. doi:10.2307/2370344
- «On a configuration on certain surfaces». Bulletin of the American Mathematical Society. 22 (8): 381–383. 1916. MR 1559805. doi:10.1090/s0002-9904-1916-02796-0
- «On Surfaces Containing Two Pencils of Cubic Curves». American Journal of Mathematics. 41 (3): 212–224. 1919. doi:10.2307/2370333
- «On Surfaces Containing a System of Cubics that do not Constitute a Pencil». American Journal of Mathematics. 41 (1): 49-59. 1919. doi:10.2307/2370477
- «On varieties of three dimensions with six right lines through each point». American Journal of Mathematics. 52 (3): 607–610. 1930. doi:10.2307/2370628
- «Resultants and Symmetric Functions». National Mathematics Magazine. 9 (2): 46-52. 1934. doi:10.2307/3028882

### Livros
- On septic scrolls having a rectilinear directrix. [S.l.: s.n.] 1907 (Ph.D. thesis, 1905)
- com Virgil Snyder: Analytic geometry of space. [S.l.: s.n.] 1914[6]
- Analytic geometry. [S.l.: s.n.] 1936
- College algebra. [S.l.: s.n.] 1940
- Introduction to college mathematics: a general introduction. [S.l.: s.n.] 1946; xiii+561 pages
- Concise analytic geometry. [S.l.: s.n.] 1946